# Lasa
Lasa es una localidad y comune italiana de la provincia de Bolzano, región de Trentino-Alto Adigio, con 3703 habitantes.

## Evolución demográfica
| Gráfica de evolución demográfica de Lasa entre 1861 y 2001 |
|                                                            |
| Fuente ISTAT - elaboración gráfica de Wikipedia            |